# Cheats
Cheats (br: Quem Não Cola Não Sai da Escola - pt: Os Trapaceiros) é um filme estadunidense de comédia produzido em 2002 . Estrelando Trevor Fehrman, Matthew Lawrence e Mary Tyler Moore.
O nome original do filme era Cheaters mas foi repensado para que não fosse confundido com o filme Cheaters estrelado por Jeff Daniels. 

## Sinopse
Enquanto a maioria dos garotos se mata de estudar, Handsome Davis e seus três melhores amigos Sammy, Victor e o gênio Applebee, usam táticas para trapacear nos exames e têm de enfrentar desafios para evitar serem pegos antes de ir para a universidade.

## Elenco Principal
| Ator/Atriz       | Personagem        |
| ---------------- | ----------------- |
| Trevor Fehrman   | Handsome Davis    |
| Matthew Lawrence | Victor Barone     |
| Elden Henson     | Sammy Green       |
| Martin Starr     | Johathan Applebee |
| Maggie Lawson    | Julie Merkel      |
| Mary Tyler Moore | Sra. Stark        |